# We Didn't Start the Fire (canción de Fall Out Boy)
«We Didn't Start the Fire» es un sencillo de 2023 de la banda de rock estadounidense Fall Out Boy. Es una versión de la canción de 1989 de Billy Joel «We Didn't Start the Fire», actualizando las referencias culturales de la canción para abarcar los años transcurridos desde que se lanzó el original. Críticos reaccionaron negativamente a la canción, criticando el tono y el contenido de su letra actualizada.

## Composición
«We Didn't Start the Fire», como la versión original de Billy Joel lanzada en 1989, es un catálogo de los principales acontecimientos de la historia mundial a lo largo de un período de tiempo determinado. El original de Joel se centra principalmente en los eventos durante y alrededor de la Guerra Fría, y la versión de Fall Out Boy continúa donde termina la de Joel, cubriendo los eventos desde 1989 hasta 2023. La versión de Fall Out Boy incluye referencias al Brexit; el atentado de la maratón de Boston; el caso Bush contra Gore; y Myspace, que Stereogum señala que estaba relacionado con el ascenso a la fama de la banda.

En una desviación del original, que listaba los eventos que mencionaba en orden cronológico, las letras actualizadas de Fall Out Boy abandonan el orden cronológico, en un punto haciendo referencia a Rodney King junto a deepfakes. Wentz habló sobre esa elección en una entrevista con Zane Lowe:
Escucha, hicimos lo mejor que pudimos. Es muy, muy, muy difícil. El suyo no está totalmente en orden cronológico, pero está más en orden cronológico que el nuestro. Solo queríamos que la línea JFK blown away, y claramente, creo que la que dice World Trade fue un poco más... eso fue probablemente... La gente probablemente se sintió de la misma manera. Recuerdas dónde estabas o lo que sea. Así que está un poco fuera de orden, pero es lo que es. Escucha, queríamos que Internet todavía tuviera algo de qué quejarse.
La pandemia de COVID-19 está notablemente ausente de la canción; Wentz cita la ubicuidad del evento y la necesidad de un espacio de rima para Bush contra Gore al explicar por qué no se incluyó.

## Respuesta crítica
«We Didn't Start the Fire» recibió una reacción negativa y fue objeto de burlas de los críticos. Chris DeVille con Stereogum escribió «Bueno, esto está sucediendo»; el personal de Slate escribió «¡Muévete, 'Imagine' de Gal Gadot!»; y Alexandra del Rosario con Los Angeles Times escribieron «cariño, no está yendo bien con algunos fanáticos». James Rettig con Stereogum describió la canción como «abominable», y Owen S. Good con Polygon la describió como «de mal gusto», este último con respecto a la rima de la canción de «George Floyd» con «Metroid» (añadiendo que el primer juego Metroid fue lanzado en 1986, fuera del período en cuestión en esta canción). Los críticos también criticaron la omisión de la canción de varios eventos y personas notables; Lyndsey Parker con Yahoo! Entertainment destacó la ausencia de la pandemia de COVID-19, así como Hillary y Bill Clinton; el personal de Slate mencionó la película Titanic y O. J. Simpson como elementos faltantes. Morgan Hines con USA Today y del Rosario describieron la reacción en las redes sociales como mixta y controvertida.

## Eventos mencionados
Al igual que el original, se mencionaron muchos eventos. La reina Isabel II y el Canal de Suez se mencionan en ambas canciones: «England's got a new queen» («Inglaterra tiene una nueva reina») en la canción original se refiere a su coronación, mientras que la letra de esta canción se refiere a su muerte. Además, «Trouble in the Suez» («Problemas en Suez») de la canción original se refiere a la crisis en el canal de Suez como parte de la Guerra del Sinaí, mientras que en esta canción la línea «Ever Given, Suez» se refiere a la obstrucción del canal en 2021 por un buque portacontenedores.